# Kader Mangane
Abdou Kader Mangane (Thiès, 23 marzo 1983) è un dirigente sportivo ed ex calciatore senegalese, di ruolo difensore o centrocampista, attuale coordinatore sportivo dello Strasburgo.

## Carriera

### Giocatore

#### Club
Nel 2001, dopo aver militato nel Rail, si è trasferito in Svizzera, al Neuchâtel Xamax. Ha militato nel club elvetico fino al 2007, collezionando 150 presenze e 4 reti in campionato. Passato allo Young Boys nel luglio 2007, il 27 agosto dello stesso anno si è trasferito a titolo definitivo al Lens. Nella stagione successiva è passato al Rennes. Ha militato nel club rossonero per quattro stagioni, totalizzando 103 presenze e 9 reti in campionato. Il 17 luglio 2012 è stato ufficializzato il suo trasferimento all'Al-Hilal, club saudita. Il 14 gennaio 2013 si è trasferito in prestito al Sunderland. Rientrato al termine della stagione all'Al-Hilal, nell'agosto 2013 si è trasferito in prestito al Kayseri Erciyesspor, club in cui si è trasferito a titolo definitivo nel 2014. Il 21 gennaio 2015 ha rescisso il proprio contratto, rimando svincolato. Nel luglio 2015 è stato ingaggiato dal Gazelec Ajaccio, club neopromosso in Ligue 1. Il 30 agosto 2016 è passato allo Strasburgo, club con cui ha concluso la propria carriera nel 2018.

#### Nazionale
Ha debuttato in Nazionale il 10 ottobre 2003, nell'amichevole Egitto-Senegal (1-0). Ha messo a segno la sua prima rete con la Nazionale l'11 ottobre 2008, in Senegal-Gambia (1-1), siglando il gol del momentaneo 1-0 al minuto 65. Ha partecipato, con la selezione senegalese, alla Coppa d'Africa 2012. È sceso in campo, inoltre, nelle qualificazioni ai Mondiali 2010 e nelle qualificazioni alla Coppa d'Africa 2012 e 2013. Ha collezionato in totale, con la maglia della Nazionale senegalese, 24 presenze e una rete.

### Dopo il ritiro
Il 10 agosto 2018 è diventato coordinatore sportivo dello Strasburgo.

## Statistiche

### Presenze e reti nei club
| Stagione               | Squadra                | Campionato             | Campionato | Campionato | Coppe nazionali | Coppe nazionali | Coppe nazionali | Coppe continentali | Coppe continentali | Coppe continentali | Altre coppe | Altre coppe | Altre coppe | Totale | Totale |
| Stagione               | Squadra                | Comp                   | Pres       | Reti       | Comp            | Pres            | Reti            | Comp               | Pres               | Reti               | Comp        | Pres        | Reti        | Pres   | Reti   |
| ---------------------- | ---------------------- | ---------------------- | ---------- | ---------- | --------------- | --------------- | --------------- | ------------------ | ------------------ | ------------------ | ----------- | ----------- | ----------- | ------ | ------ |
| 2000-2001              | Rail                   | L1                     | 17         | 4          | -               | -               | -               | -                  | -                  | -                  | -           | -           | -           | 17     | 4      |
| 2001-2002              | Neuchâtel Xamax        | LNA                    | 16         | 1          | CS              | 0               | 0               | -                  | -                  | -                  | -           | -           | -           | 16     | 1      |
| 2002-2003              | Neuchâtel Xamax        | LNA                    | 25         | 1          | CS              | 3               | 0               | -                  | -                  | -                  | -           | -           | -           | 28     | 1      |
| 2003-2004              | Neuchâtel Xamax        | SL                     | 26         | 1          | CS              | 4               | 2               | UEFA               | 2                  | 0                  | -           | -           | -           | 32     | 3      |
| 2004-2005              | Neuchâtel Xamax        | SL                     | 30         | 1          | CS              | 2               | 0               | -                  | -                  | -                  | -           | -           | -           | 32     | 1      |
| 2005-2006              | Neuchâtel Xamax        | SL                     | 25         | 3          | CS              | 2               | 0               | CI                 | 3                  | 0                  | -           | -           | -           | 30     | 3      |
| 2006-2007              | Neuchâtel Xamax        | CL                     | 28         | 7          | CS              | 2               | 1               | -                  | -                  | -                  | -           | -           | -           | 30     | 8      |
| Totale Neuchâtel Xamax | Totale Neuchâtel Xamax | Totale Neuchâtel Xamax | 150        | 14         |                 | 13              | 3               |                    | 5                  | 0                  |             | -           | -           | 168    | 17     |
| lug.-ago. 2007         | Young Boys             | SL                     | 7          | 1          | CS              | 0               | 0               | UEFA               | 2                  | 1                  | -           | -           | -           | 9      | 2      |
| ago. 2007-2008         | Lens                   | L1                     | 22         | 5          | CF+CDLL         | 3+1             | 0+0             | -                  | -                  | -                  | -           | -           | -           | 26     | 5      |
| lug.-ago. 2008         | Lens                   | L2                     | 1          | 0          | CF+CDLL         | 0+0             | 0+0             | -                  | -                  | -                  | -           | -           | -           | 1      | 0      |
| Totale Lens            | Totale Lens            | Totale Lens            | 23         | 5          |                 | 4               | 0               |                    | -                  | -                  |             | -           | -           | 27     | 5      |
| 2008-2009              | Rennes                 | L1                     | 26         | 0          | CF+CDLL         | 4+1             | 0+0             | UEFA               | 4                  | 0                  | -           | -           | -           | 35     | 0      |
| 2009-2010              | Rennes                 | L1                     | 34         | 4          | CF+CDLL         | 3+2             | 0+1             | -                  | -                  | -                  | -           | -           | -           | 39     | 5      |
| 2010-2011              | Rennes                 | L1                     | 30         | 3          | CF+CDLL         | 2+1             | 0+0             | -                  | -                  | -                  | -           | -           | -           | 33     | 3      |
| 2011-2012              | Rennes                 | L1                     | 13         | 2          | CF+CDLL         | 2+0             | 0+0             | EL                 | 6                  | 1                  | -           | -           | -           | 21     | 3      |
| Totale Rennes          | Totale Rennes          | Totale Rennes          | 103        | 9          |                 | 15              | 1               |                    | 10                 | 1                  |             | -           | -           | 128    | 11     |
| 2012-gen. 2013         | Al-Hilal               | ZPS                    | 14         | 2          | CRC             | 2               | 0               | AFCCL              | 2                  | 0                  | -           | -           | -           | 18     | 2      |
| gen.-giu. 2013         | Sunderland             | PL                     | 2          | 0          | FA+FLC          | 0+0             | 0+0             | -                  | -                  | -                  | -           | -           | -           | 2      | 0      |
| 2013-2014              | K. Erciyesspor         | SL                     | 27         | 2          | TK              | 2               | 1               | -                  | -                  | -                  | -           | -           | -           | 29     | 3      |
| 2014-gen. 2015         | K. Erciyesspor         | SL                     | 9          | 1          | TK              | 0               | 0               | -                  | -                  | -                  | -           | -           | -           | 9      | 1      |
| Totale K. Erciyesspor  | Totale K. Erciyesspor  | Totale K. Erciyesspor  | 36         | 3          |                 | 2               | 1               |                    | -                  | -                  |             | -           | -           | 38     | 3      |
| 2015-2016              | Gazélec Ajaccio        | L1                     | 31         | 1          | CF+CDLL         | 3+1             | 0+0             | -                  | -                  | -                  | -           | -           | -           | 35     | 1      |
| 2016-2017              | Strasburgo             | L2                     | 19         | 1          | CF+CDLL         | 4+0             | 0+0             | -                  | -                  | -                  | -           | -           | -           | 23     | 1      |
| 2017-2018              | Strasburgo             | L1                     | 20         | 1          | CF+CDLL         | 1+0             | 0+0             | -                  | -                  | -                  | -           | -           | -           | 21     | 1      |
| Totale Strasburgo      | Totale Strasburgo      | Totale Strasburgo      | 39         | 2          |                 | 5               | 0               |                    | -                  | -                  |             | -           | -           | 44     | 2      |
| Totale carriera        | Totale carriera        | Totale carriera        | 422        | 41         |                 | 45              | 5               |                    | 19                 | 2                  |             | -           | -           | 486    | 48     |

### Cronologia presenze e reti in nazionale
| Cronologia completa delle presenze e delle reti in nazionale ― Senegal | Cronologia completa delle presenze e delle reti in nazionale ― Senegal | Cronologia completa delle presenze e delle reti in nazionale ― Senegal | Cronologia completa delle presenze e delle reti in nazionale ― Senegal | Cronologia completa delle presenze e delle reti in nazionale ― Senegal | Cronologia completa delle presenze e delle reti in nazionale ― Senegal | Cronologia completa delle presenze e delle reti in nazionale ― Senegal | Cronologia completa delle presenze e delle reti in nazionale ― Senegal |
| Data                                                                   | Città                                                                  | In casa                                                                | Risultato                                                              | Ospiti                                                                 | Competizione                                                           | Reti                                                                   | Note                                                                   |
| ---------------------------------------------------------------------- | ---------------------------------------------------------------------- | ---------------------------------------------------------------------- | ---------------------------------------------------------------------- | ---------------------------------------------------------------------- | ---------------------------------------------------------------------- | ---------------------------------------------------------------------- | ---------------------------------------------------------------------- |
| 10-10-2003                                                             | Il Cairo                                                               | Egitto                                                                 | 1 – 0                                                                  | Senegal                                                                | Amichevole                                                             | -                                                                      |                                                                        |
| 15-11-2003                                                             | Dakar                                                                  | Senegal                                                                | 1 – 0                                                                  | Costa d'Avorio                                                         | Amichevole                                                             | -                                                                      | 57’                                                                    |
| 8-6-2008                                                               | Bakau                                                                  | Gambia                                                                 | 0 – 0                                                                  | Senegal                                                                | Qual. Mondiali 2010                                                    | -                                                                      | 29’, 38’                                                               |
| 21-6-2008                                                              | Dakar                                                                  | Senegal                                                                | 3 – 1                                                                  | Liberia                                                                | Qual. Mondiali 2010                                                    | -                                                                      |                                                                        |
| 20-8-2008                                                              | Tripoli                                                                | Libia                                                                  | 0 – 0                                                                  | Senegal                                                                | Amichevole                                                             | -                                                                      |                                                                        |
| 5-9-2008                                                               | Blida                                                                  | Algeria                                                                | 3 – 2                                                                  | Senegal                                                                | Qual. Mondiali 2010                                                    | -                                                                      |                                                                        |
| 11-10-2008                                                             | Dakar                                                                  | Senegal                                                                | 1 – 1                                                                  | Gambia                                                                 | Qual. Mondiali 2010                                                    | 1                                                                      |                                                                        |
| 1-4-2009                                                               | Teheran                                                                | Iran                                                                   | 1 – 1                                                                  | Senegal                                                                | Amichevole                                                             | -                                                                      |                                                                        |
| 12-8-2009                                                              | Blois                                                                  | RD del Congo                                                           | 1 – 2                                                                  | Senegal                                                                | Amichevole                                                             | -                                                                      |                                                                        |
| 5-9-2009                                                               | Loulé                                                                  | Angola                                                                 | 1 – 1                                                                  | Senegal                                                                | Amichevole                                                             | -                                                                      | 73’                                                                    |
| 3-3-2010                                                               | Il Pireo                                                               | Grecia                                                                 | 0 – 2                                                                  | Senegal                                                                | Amichevole                                                             | -                                                                      | 77’                                                                    |
| 27-5-2010                                                              | Aalborg                                                                | Danimarca                                                              | 2 – 0                                                                  | Senegal                                                                | Amichevole                                                             | -                                                                      |                                                                        |
| 11-8-2010                                                              | Dakar                                                                  | Senegal                                                                | 1 – 0                                                                  | Capo Verde                                                             | Amichevole                                                             | -                                                                      |                                                                        |
| 5-9-2010                                                               | Kinshasa                                                               | RD del Congo                                                           | 2 – 4                                                                  | Senegal                                                                | Qual. Coppa d'Africa 2012                                              | -                                                                      |                                                                        |
| 9-10-2010                                                              | Dakar                                                                  | Senegal                                                                | 7 – 0                                                                  | Mauritius                                                              | Qual. Coppa d'Africa 2012                                              | -                                                                      |                                                                        |
| 26-3-2011                                                              | Dakar                                                                  | Senegal                                                                | 1 – 0                                                                  | Camerun                                                                | Qual. Coppa d'Africa 2012                                              | -                                                                      |                                                                        |
| 4-6-2011                                                               | Garoua                                                                 | Camerun                                                                | 0 – 0                                                                  | Senegal                                                                | Qual. Coppa d'Africa 2012                                              | -                                                                      | 83’                                                                    |
| 10-8-2011                                                              | Dakar                                                                  | Senegal                                                                | 0 – 2                                                                  | Marocco                                                                | Amichevole                                                             | -                                                                      | 46’                                                                    |
| 3-9-2011                                                               | Dakar                                                                  | Senegal                                                                | 2 – 0                                                                  | RD del Congo                                                           | Qual. Coppa d'Africa 2012                                              | -                                                                      |                                                                        |
| 15-1-2012                                                              | Dakar                                                                  | Senegal                                                                | 1 – 0                                                                  | Kenya                                                                  | Amichevole                                                             | -                                                                      |                                                                        |
| 21-1-2012                                                              | Bata                                                                   | Senegal                                                                | 1 – 2                                                                  | Zambia                                                                 | Coppa d'Africa 2012 - Gironi                                           | -                                                                      |                                                                        |
| 25-1-2012                                                              | Bata                                                                   | Guinea Equatoriale                                                     | 2 – 1                                                                  | Senegal                                                                | Coppa d'Africa 2012 - Gironi                                           | -                                                                      |                                                                        |
| 29-1-2012                                                              | Bata                                                                   | Libia                                                                  | 2 – 1                                                                  | Senegal                                                                | Coppa d'Africa 2012 - Gironi                                           | -                                                                      | 40’                                                                    |
| 8-9-2012                                                               | Abidjan                                                                | Costa d'Avorio                                                         | 4 – 2                                                                  | Senegal                                                                | Qual. Coppa d'Africa 2013                                              | -                                                                      | 51’                                                                    |
| Totale                                                                 |                                                                        | Presenze                                                               | 24                                                                     |                                                                        | Reti                                                                   | 1                                                                      |                                                                        |

## Palmarès

### Club

#### Competizioni nazionali
- Ligue 2: 1

Strasburgo: 2016-2017